# Salzburg Challenger 1991
Il Salzburg Challenger 1991 è stato un torneo di tennis facente parte della categoria ATP Challenger Series nell'ambito dell'ATP Challenger Series 1991. Il torneo si è giocato a Salisburgo in Austria dal 24 al 30 giugno 1991 su campi in terra rossa.

## Vincitori

### Singolare
Markus Rackl ha battuto in finale  Martin Sinner con il punteggio di 1–6, 6–3, 6–4

### Doppio
Johan Carlsson /  David Engel hanno battuto in finale  Bruce Derlin /  Martin Sinner con il punteggio di 7–6, 6–2